# Armorloricus
Armorloricus é um gênero de pequenos animais marinhos do filo Loricifera.

## Espécies
- Armorloricus davidi  Kristensen e Gad, 2004
- Armorloricus elegans  Kristensen e Gad, 2004
- Armorloricus kristenseni Heiner, 2004